# Diprion
Diprion is een geslacht uit de orde van de vliesvleugeligen (Hymenoptera) en uit de familie van de dennenbladwespen (Diprionidae). Er komen wereldwijd 14 soorten voor. In Nederland en België zijn de soorten gewone dennenbladwesp (Diprion pini) en Diprion similis inheems.

## Soorten
- Diprion fukudai Takeuchi, 1964
- Diprion hani Smith & Cho, 2007
- Diprion hutacharernae Smith, 1979
- Diprion jingyuanensis Xiao & Zhang
- Diprion kashmirensis Saini & Thind, 1993
- Diprion koreanus Takagi, 1931
- Diprion liuwanensis Huang & Xiao, 1983
- Diprion nanhuaensis Xiao, 1983
- Diprion nipponicus Rohwer, 1910
- Diprion pini (Linnaeus, 1758 (Gewone dennenbladwesp)
- Diprion rufiventris Zirngiebl, 1937
- Diprion similis (Hartig, 1836)
- Diprion tianmunicus
- Diprion wenshanicus